# 第4號交響曲 (浦羅哥菲夫)
C大調第4號交響曲，是俄國作曲家浦羅哥菲夫的音樂作品，現存有兩個演奏版本：第1版本創作於1929年，作品編號定為47，而第2版本則完成於1947年，作品編號定為112。

## 背景
第4號交響曲本來是他的朋友謝爾蓋·庫塞維茲基所委約，為波士頓交響樂團創立50周年所寫的。不過，浦羅哥菲夫對委約酬金方面並不滿意，最終寧可收取更少的報酬，但只容許樂團購買樂譜而非首演權。然而，本曲的首演，最後還是由波士頓交響樂團於1930年11月所演奏。
承接第3號交響曲的創作手法，浦羅哥菲夫把1929年上演的芭蕾舞劇《浪子》抽取部份選段，以及一些未被採用的草稿，重新組織成為交響樂章。
到了1947年，作曲家的第5號交響曲在蘇聯獲得空前成功，被評為「社會實用主義」音樂的模範。這亦激發他想把十多年前完成的第4號交響曲重新改寫。由於本曲自首演後，反應只屬一般（尤其是在蘇聯國內），他希望藉著大幅度的改寫，能令樂曲重新得到認同。浦羅哥菲夫將每個樂章都增長，並且把整體的氣氛改成更有英雄式。改寫完後，作曲家有感它和原來的版本已經有很大的分別，因此把改編後的版本以新的作品編號標示，因而出現了同一首樂曲但出現了兩個編號的特殊情況。

## 分析

### 版本比較

#### 作品47
配器
- 木管樂器：短笛、2長笛、2雙簧管、英國管、2單簧管、低音單簧管、2巴松管、低音巴松管
- 銅管樂器：4圓號、2小號、3長號、大號
- 敲擊樂器：定音鼓、大鼓、小鼓、鈸（踫鈸及吊鈸）
- 絃樂器：第1小提琴、第2小提琴、中提琴、大提琴、低音提琴

樂曲結構
本樂曲共分為四個樂章，全曲演奏時間為25分鐘。
- 第1樂章：行板（Andante）－富英雄的快板（Allegro eroico），約7分鐘
- 第2樂章：寧靜的行板（Andante tranquillo），約6-7分鐘
- 第3樂章：有如小快板的中板（Moderato, quasi allegretto），約4-5分鐘
- 第4樂章：有力的快板（Allegro risoluto），約7-8分鐘

#### 作品112
配器
與作品47不同處，以粗體顯示：
- 木管樂器：短笛、2長笛、2雙簧管、英國管、高音單簧管、2單簧管、低音單簧管、2巴松管、低音巴松管
- 銅管樂器：4圓號、3小號、3長號、大號
- 敲擊樂器：定音鼓、大鼓、小鼓、鈸（踫鈸及吊鈸）、三角鐵、鈴鼓、梆子
- 鍵盤樂器：鋼琴
- 絃樂器：第1小提琴、第2小提琴、中提琴、大提琴、低音提琴、豎琴

樂曲結構
和第1版本完全相同，但演奏時間比第1版本長約三分之一，約為40分鐘。
- 第1樂章：行板（Andante）－富英雄的快板（Allegro eroico），約12分鐘
- 第2樂章：寧靜的行板（Andante tranquillo），約9-10分鐘
- 第3樂章：有如小快板的中板（Moderato, quasi allegretto），約6分鐘
- 第4樂章：有力的快板（Allegro risoluto），約10分鐘
整個改編版本，以本樂章的改動最大。作曲家在第1主題前加入了新的引子，並且將第1版本中的中段（中速，Moderato）刪去，以引子及第1主題的變奏再加以擴展，結尾部份，除了將原來第2主題剔除外，更重新引入第1樂章的引子部份，並以雄壯的氣氛結束，和第1版本的結束方法有很大的分別。

## 外部連結
- 浦羅哥菲夫第4號交響曲：国际乐谱典藏计划上的乐谱